# Ferenc Münnich
Ferenc Münnich (ur. 18 listopada 1886 w Seregélyes, zm. 29 listopada 1967 w Budapeszcie) – węgierski polityk komunistyczny, premier Węgierskiej Republiki Ludowej w latach 1958–1961.
Studiował prawo w Preszowie i Klużu-Napoce. Podczas I wojny światowej służył w Armii austro-węgierskiej i walczył na froncie wschodnim, 1915 wzięty do rosyjskiej niewoli i osadzony w obozie jenieckim w Tomsku. 1918 zwolniony, powrócił na Węgry, w 1919 brał udział w pracach rządu Węgierskiej Republiki Rad. Podczas wojny domowej w Hiszpanii był komisarzem politycznym batalionu im. Rakoczego XIII Brygady Międzynarodowej. W październiku 1945 wstąpił do Komunistycznej Partii Węgier, wkrótce został oficerem, później nadinspektorem policji w Budapeszcie. Podczas powstania w 1956 oficjalnie poparł Imre Nagy’a i został ministrem spraw wewnętrznych w jego rządzie, jednak 31 X 1956 uciekł do ZSRR. Wrócił wraz z armią sowiecką 4 XI 1956 i został przywrócony na stanowisko ministra przez władze okupacyjne. Od 28 stycznia 1958 do 13 września 1961 był premierem Węgier. Dwukrotny laureat Nagrody Leninowskiej (1965 i 1967).